# Kent (Washington)
 For alternative betydninger, se Kent (flertydig). (Se også artikler, som begynder med Kent)
Kent er en by i den vestlige del af staten Washington i det nordvestlige USA. Kent har 136.588(2020) indbyggere og ligger midtvejs mellem byerne Seattle og Tacoma.